# Brgod
 Brgod  (olaszul: Bergodi) falu Horvátországban, Isztria megyében. Közigazgatásilag Rašához tartozik.

## Fekvése
Az Isztria keleti részén, Labin központjától 11 km-re, községközpontjától 6 km-re délnyugatra a Raša-folyó torkolata közelében fekszik.

## Története
A településnek 1857-ben 354, 1910-ben 390 lakosa volt. Az I. világháború után Olaszországhoz került. A második világháború után Jugoszlávia része lett. A jugoszláv közigazgatás a korábban önálló Raša községet Labin városához csatolta, önállóságát csak a független horvát államtól kapta vissza. Jugoszlávia felbomlása után 1991-ben a független Horvátország része lett. 2011-ben a falunak 157 lakosa volt.

## Lakosság
| Lakosság változása | Lakosság változása | Lakosság változása | Lakosság változása | Lakosság változása | Lakosság változása | Lakosság változása | Lakosság változása | Lakosság változása | Lakosság változása | Lakosság változása | Lakosság változása | Lakosság változása | Lakosság változása | Lakosság változása | Lakosság változása |
| ------------------ | ------------------ | ------------------ | ------------------ | ------------------ | ------------------ | ------------------ | ------------------ | ------------------ | ------------------ | ------------------ | ------------------ | ------------------ | ------------------ | ------------------ | ------------------ |
| 1857               | 1869               | 1880               | 1890               | 1900               | 1910               | 1921               | 1931               | 1948               | 1953               | 1961               | 1971               | 1981               | 1991               | 2001               | 2011               |
| 354                | 447                | 241                | 313                | 287                | 390                | 0                  | 0                  | 342                | 346                | 321                | 246                | 249                | 230                | 180                | 157                |